# Ngô Kiệt Minh
Ngô Kiệt Minh (tiếng Trung: 吴杰明; sinh tháng 6 năm 1958) là Giáo sư, Thạc sĩ Khoa học quân sự, Trung tướng Quân Giải phóng Nhân dân Trung Quốc (PLA). Ông hiện là Ủy viên dự khuyết Ban Chấp hành Trung ương Đảng Cộng sản Trung Quốc khóa XIX, Chính ủy Đại học Quốc phòng Trung Quốc.

## Tiểu sử
Ngô Kiệt Minh sinh tháng 6 năm 1958, người trấn Thành Quan, huyện Hoàng Xuyên, tỉnh Hà Nam. Năm 1975, sau khi tốt nghiệp Trung học phổ thông, Ngô Kiệt Minh tham gia lao động tại đội sản xuất ở nông thôn. Tháng 12 năm 1976, Ngô Kiệt Minh gia nhập Quân Giải phóng Nhân dân Trung Quốc (PLA). Tháng 7 năm 1982, Ngô Kiệt Minh tốt nghiệp Học viện Quân đoàn Pháo binh 2. Tháng 1 năm 1994, ông được trao học vị Thạc sĩ Khoa học quân sự từ Đại học Quốc phòng Trung Quốc. Tháng 4 năm 2000, ông được bổ nhiệm giữ chức Phó Chính ủy Sư đoàn Bộ binh 6, Quân khu Tân Cương.
Tháng 1 năm 2002, ông đảm nhiệm chức vụ Phó Chủ nhiệm Phòng nghiên cứu khoa học giáo dục công tác chính trị quân đội, Đại học Quốc phòng Trung Quốc và được phong học hàm Phó Giáo sư, Giáo sư. Từ tháng 6 năm 2004, ông lần lượt được bổ nhiệm làm Phó Chủ nhiệm rồi Chủ nhiệm Bộ nghiên cứu khoa học giáo dục công tác chính trị quân đội và xây dựng quân đội; Chủ nhiệm Bộ Chính trị Đại học Quốc phòng Trung Quốc.
Tháng 11 năm 2012, tại Đại hội Đảng Cộng sản Trung Quốc lần thứ 18, Ngô Kiệt Minh được bầu làm Ủy viên Ủy ban Kiểm tra Kỷ luật Trung ương Đảng Cộng sản Trung Quốc (CCDI). Tháng 12 năm 2013, ông được bổ nhiệm giữ chức Phó Chính ủy Đại học Quốc phòng Trung Quốc. Tháng 8 năm 2015, Ngô Kiệt Minh được phong quân hàm Trung tướng. Tháng 8 năm 2016, ông được bổ nhiệm làm Phó Chính ủy Đại học Quốc phòng kiêm Bí thư Ủy ban Kiểm tra Kỷ luật Đảng ủy Đại học Quốc phòng Trung Quốc.
Tháng 6 năm 2017, Ngô Kiệt Minh được bổ nhiệm giữ chức vụ Chính ủy Đại học Quốc phòng Trung Quốc. Ngày 24 tháng 10 năm 2017, tại Đại hội Đảng Cộng sản Trung Quốc lần thứ XIX, ông được bầu làm Ủy viên dự khuyết Ban Chấp hành Trung ương Đảng Cộng sản Trung Quốc khóa XIX.